# 麹町教会 (長老派)
麹町教会（こうじまちきょうかい）は、東京都千代田区にかつて存在した長老派の教会である。
1877年（明治10年）11月3日に、奥野昌綱が東京一致神学校に入学した日本基督公会（現、日本キリスト教会横浜海岸教会）の会員を中心に、東京府東京市千代田区麹町一丁目に麹町教会を設立した。奥野が仮牧師に就任した。
その後火災で焼失し、平河町3丁目に移転した。1923年9月関東大震災で会堂が倒壊したが、1924年に仮会堂を再建し、賀川豊彦が牧師に就任する。
1926年から都留仙次が牧会をした。1931年1月に会堂を新築した。太平洋戦争中は松尾武が牧会をしていたが、1945年5月の空襲で会堂が焼失した。戦後は都留仙次が代務者として牧会をしたが、1952年9月に日本基督教団高輪教会に合併して消滅した。

## 歴代牧師
- 奥野昌綱
- 眞木重遠
- 井深梶之助
- 山本秀煌
- 大儀見元一郎
- 稲垣信
- 戸川安宅
- 賀川豊彦
- 中山昌樹
- 菟原八郎
- 都留仙次
- 松尾武